# Elodina perdita
Elodina perdita – gatunek motyla z rodziny bielinkowatych i podrodziny Pierinae.

## Taksonomia
Gatunek ten opisany został po raz pierwszy w 1889 roku przez Williama Henry’ego Miskina na łamach „Proceedings of the Royal Society of Queensland”. Jako miejsce typowe wskazano Bowen w Australii.

## Morfologia
Obie płcie osiągają od 20 do 24 mm długości przedniego skrzydła. Wierzch skrzydła przedniego jest perłowobiały z przyciemnieniem nasady i krawędzi kostalnej oraz czarną plamą wierzchołkową o krawędzi wewnętrznej zwykle równomiernie zaokrąglonej, bez wydatnej wypukłości, przeciągniętej jednak wzdłuż pierwszej i drugiej gałęzi żyłki kubitalnej przedniej. Spód skrzydła przedniego jest perłowobiały z zażółconą nasadą i jasnoszarą plamą wierzchołkową. Wierzch skrzydła tylnego jest perłowobiały. Spód jego w porze wilgotnej jest biały, w porze suchej zaś u samic żółty lub ciemnokremowy, a u samców brązowawy. Genitalia charakteryzują się kulistymi, dobrze zesklerotyzowanymi guzkami nasadowymi unkusa.
Wyrośnięta gąsienica ma zielone ciało z grubą, białą linią wzdłuż grzbietu, a na śródtułowiu oraz segmentach odwłoka drugim, czwartym i ósmym z czerwonymi kropkami po jej bokach. Ostatni segment odwłoka jest w tyle rozwidlony i ma zabarwienie brudnopomarańczowe.

## Ekologia i występowanie
Owad endemiczny dla Australii, znany tylko z środkowo-wschodniego Queenslandu. Rozmieszczony jest wzdłuż wybrzeża od Ingham na północy do Mackay na południu, zamieszkując ponadto wyspy: Holbourne Island, Olden Island, Hayman Island, Shaw Island i Carlisle Island.
Zasiedla nadbrzeżne wydmy w nizinnych lasach monsunowych, ale osobniki dorosłe zalatują także do zdominowanych przez melaleuki zadrzewień, mokradeł i lasów nadrzecznych. Postacie dorosłe spotykane są we wszystkich miesiącach oprócz stycznia. Gąsienice są fitofagami żerującymi na kaparach z gatunku C. sepiaria.